# Ornebius minusculus
Ornebius minusculus is een rechtvleugelig insect uit de familie Mogoplistidae. De wetenschappelijke naam van deze soort is voor het eerst geldig gepubliceerd in 1929 door Lucien Chopard.